# Ординарий (литургия)
Ордина́рий (позднелат. ordinarium, от лат. ordinarius — соответствующий обычным правилам, обычный) — постоянные, неизменяемые тексты литургических служб католиков — мессы и оффиция, а также распевы этих текстов. При том что тексты ординарных молитв день ото дня возобновляются неизменно, их музыкальное оформление изменяется. 
К числу ординарных текстов относят Kyrie, Gloria, Credo, Sanctus, Agnus Dei — пять молитв всякой мессы, при распеве образующих соответственно пять её текстомузыкальных форм. Именно эти формы (с небольшими вариантами членения) использовали профессиональные композиторы эпохи Возрождения, барокко (например, Палестрина и И. С. Бах) и позднейших эпох, вплоть до наших дней, для создания собственных концертных сочинений, которые они называли также «мессами» (в литургическом смысле такие сочинения мессами не являются). 
В число ординарных текстов григорианской мессы до конца Средних веков входила и небольшая отпустительная молитва Ite missa est (или в мессах без глории — Benedicamus Domino). Зачастую Benedictus (два последних стиха в части Sanctus) выделялся в самостоятельный раздел. По такому счёту, ординарных частей мессы было шесть или семь.
Ординарные песнопения мессы с XI в. для удобства начали объединять в сборники, которые назывались «кириа́лами» (лат. kyriale, от Kyrie). Со временем кириалы стали обязательной составной частью певческих книг для мессы, так называемых градуалов. Основу дореформенного ватиканского кириала (например, как в популярной книге Liber usualis), где ординарные распевы собраны в типовые группы по приуроченности к тому или иному классу церковных праздников, составил францисканский миссал XIII века.

## Нотные издания и литература
- Liber usualis. Tournai, 1950 (издание Liber usualis для Великобритании).
- Graduale Romanum. Parisiis, Tornaci, Romae etc., 1961 (дореформенный градуал).
- Graduale triplex. Solesmes, 1989 (невмированный стандартный градуал).
- Dijk S. van, Walker J.H. The origins of the modern Roman liturgy. London, 1960.
- Ordinary chants // The New Grove dictionary of music and musicians. London; New York, 2001.